# Myiophobus
Myiophobus is een geslacht van zangvogels uit de familie van de tirannen (Tyrannidae).

## Soorten
Het geslacht omvat de volgende soorten:
- Myiophobus crypterythrus  – Grijze roesttiran
- Myiophobus cryptoxanthus – Olijfkuiftiran
- Myiophobus fasciatus – Roesttiran
- Myiophobus flavicans – Goudtiran
- Myiophobus inornatus – Carrikers tiran
- Myiophobus phoenicomitra – Oranjekuiftiran
- Myiophobus roraimae – Roraimatiran
- Myiophobus rufescens  – Rossige roesttiran